# 1797 en Italie
Chronologie de l'Italie
- 1793
- 1794
- 1795
- 1796
- 1797
- 1798
- 1799
- 1800
- 1801

## Événements
- 7 janvier : adoption au Congrès de Reggio du premier drapeau tricolore italien, en tant que drapeau de la République cispadane[1].

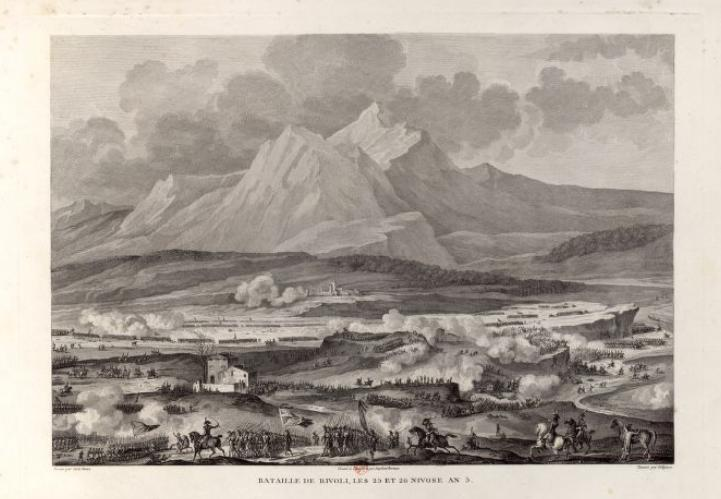
Bataille de Rivoli.

- 14 - 15 janvier (25-26 nivôse an V) : victoire de Bonaparte à Rivoli[2].

- 2 février : 
  - capitulation de l'Autriche à Mantoue[3].
  - prise de Faenza par l'armée française[4].
- 9 février : les troupes françaises de l'armée d'Italie envahissent les légations des États pontificaux et entrent à Ancône[5].
- 19 février : traité de Tolentino[3] ; le pape abandonne les Légations occupées par les troupes françaises à la République cispadane.
- 12 et 17 mars : Bergame et Brescia proclament leur indépendance vis-à-vis de Venise[6].
- 16 mars : bataille de Valvasone ou du passage du Tagliamento[7].
- 19 mars : prise de la forteresse de Gradisca. L’armée de Bonaparte franchit l’Isonzo et avance vers Vienne[8].
- 20 mars, expédition du Tyrol : les troupes du général Joubert passent le Lavis[9].
- 21 mars : les troupes françaises prennent Tarvisio[10].
- 22 mars : Les troupes françaises de Joubert entrent dans Bolzano puis à Bressanone[11].
- 23 mars : les troupes françaises  entrent à Trieste[12].

- 6 avril : armistice entre l’Autriche et Bonaparte[13].
- 17 et 25 avril : pâques véronaises. Insurrection de Vérone contre les Français[13].
- 20 avril : mort de Laugier, commandant du vaisseau français « Le libérateur d’Italie », touché par la marine vénitienne dans le port de San Nicolo del Lido[13].

- 1er mai : profitant du massacre de prisonniers français à Vérone, Bonaparte déclare la guerre à Venise[13].

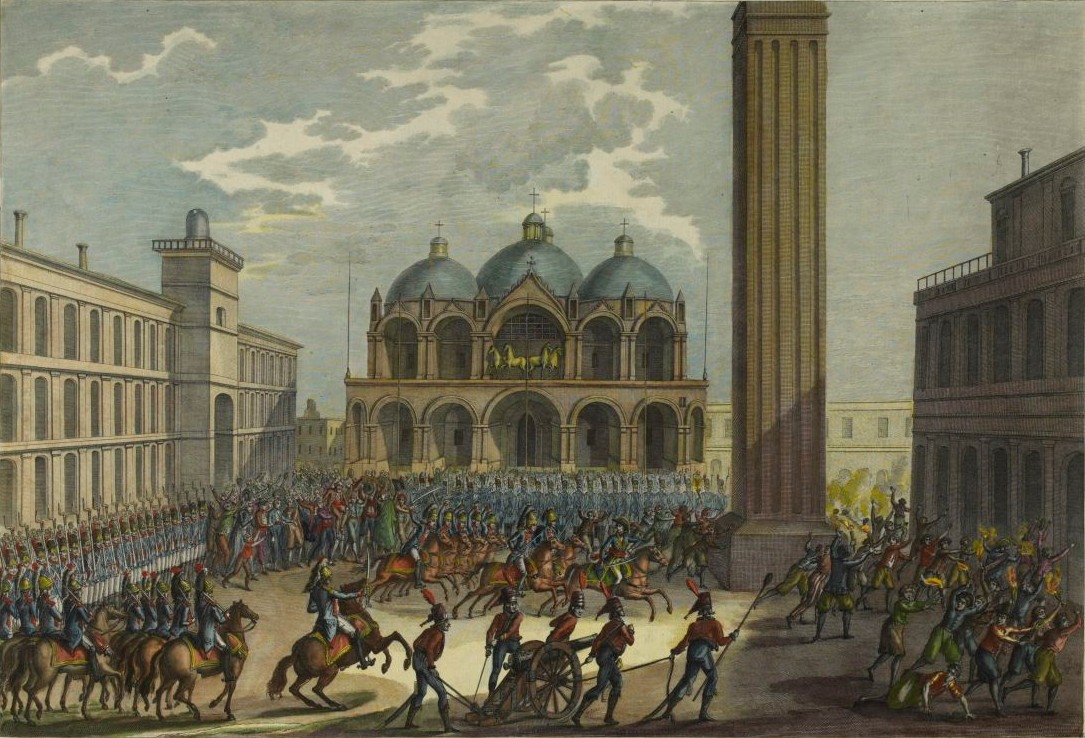
Prise de Venise.

- 12 mai : Bonaparte prend Venise. Sous sa pression, le Maggior Consiglio (le « Grand Conseil ») vote l'abolition des institutions de la république de Venise. Le Maggior Consiglio et le dernier doge Ludovico Manin abdiquent. Le peuple se soulève mais l’insurrection est réprimée. Un gouvernement démocratique provisoire est instauré le 16 mai[14].
- 22-23 mai : révolution à Gênes[15].
- 6 juin : signature de la convention de Montebello à Gênes. Les patriotes renversent le pouvoir du doge et proclament la République ligurienne[16].
- 29 juin : dans le nord de l'Italie, le général Bonaparte réunit la République cispadane et la République transpadane pour former la république cisalpine, proclamée à Milan[13].
  - Les Constitutions des Républiques italiennes sont calquées sur la Constitution modérée de 1795[17]. Elles se révèlent inopérantes, suscitant d’innombrables conflits entre exécutif et législatif ou entre les deux Chambres. Réactionnaires et extrémistes s’infiltrent dans les Assemblées représentatives. Les modérés, soutenus par les Français se préoccupent souvent plus de leurs intérêts personnels que de la chose publique, d’où d’innombrables accusations de corruption.

- 28 juillet : proclamation de l'éphémère République d'Asti[18].

- 10 octobre : la Valteline — qui appartenait depuis le XIVe siècle au duché de Milan et était passée sous le contrôle du canton des Grisons — est retirée à la Suisse et annexée à la République cisalpine, avec Chiavenna et Bormio[19].
- 17 octobre (26 vendémiaire an VI) :  Traité de paix de Campoformio (fin de la Première Coalition) entre la France (Bonaparte) et l'Autriche (le chancelier Cobenzl). L'Autriche abandonne à la France la Belgique, la rive gauche du Rhin et les îles Ioniennes et reconnaît la République cisalpine, accrue du Milanais, de Brescia et de la Valteline. En compensation, elle reçoit une partie de la Vénétie, l'Istrie et la Dalmatie[13].
- 28 décembre : soulèvements anti-français à Rome. Le général Duphot, ambassadeur de France, qui incite la foule à la rébellion contre le pape, est assassiné[20] ; mais les excuses du pape sont rejetées par le Directoire.

## Culture

### Opéras créés en 1797
- 13 mars : Médée, opéra-comique en trois actes de Luigi Cherubini, sur un livret en français de François-Benoît Hoffman[21], créé au théâtre Feydeau[21] à Paris.

## Naissance en 1797
- 16 février : Giuseppe Avezzana, général et homme politique, député du royaume d'Italie durant les VIIIe, IXe, XIe, XIIe et XIIIe législatures[22]. († 25 décembre 1879)
- 3 mars : Ferdinando Bianchi, prêtre catholique, patriote de l‘Unité italienne. († 7 janvier 1866)
- 14 avril : Giovanni Corti, évêque de Mantoue, patriote de l'Unité italienne, de tendance libérale, opposé à l'occupation autrichienne. († 12 décembre 1868)
- 8 mai : Giacomo Luigi Brignole, cardinal créé par le pape Grégoire XVI, nonce apostolique en Toscane (en) et archevêque titulaire de Nazianze, préfet de la Congrégation de l'Index. († 23 juin 1853)
- 3 octobre : Leopold de Habsbourg-Toscane, grand-duc de Toscane sous le nom de Léopold II (Leopoldo II) de 1824 à 1859. († 29 janvier 1870)
- 28 octobre : Giuditta Pasta,  cantatrice au  timbre chaud, semblant avoir développé une tessiture de soprano dramatique à partir de celle d'une mezzo-soprano, créatrice des rôles titres d'Anna Bolena[23], La sonnambula[24], Norma[24], et Beatrice di Tenda. († 1er avril 1865)
- 29 novembre : Gaetano Donizetti, compositeur prolifique de la période romantique, au répertoire varié, dont de la musique religieuse, des pièces pour quatuor à cordes et des œuvres orchestrales, mais surtout célèbre pour ses opéras. († 8 avril 1848)
- 10 décembre : Raffaele Fidanza, peintre portraitiste ayant exercé à Rome, Paris et Londres. († 23 novembre 1846)

## Décès en 1797
- 1er mars : Francesco Tironi, 52 ans, peintre paysagiste. (° 1745).
- 6 mars : Bianca Laura Saibante, 73 ans, poétesse et dramaturge, considérée comme l'une des fondatrices de l'Accademia Roveretana degli Agiati à Rovereto. (° 17 mai 1723)
- 30 mars : Giorgio Anselmi, 73 ans, peintre (° 5 avril 1723).
- 23 juin : Antonio Diziani, 60 ans, peintre de vedute de l'école vénitienne. (° 9 février 1737)
- 28 juin : Pietro Verri, 68 ans, philosophe, économiste et historien. (° 12 décembre 1728).
- 23 décembre : Giovanni Marco Rutini, 74 ans, compositeur et claveciniste. (° 25 avril 1723).

- Tommaso Gherardini, 81 ans, peintre rococo, principalement de décoration à fresque.  (° 21 décembre 1715).